# Christian Friedrich Lessing
Christian Friedrich Lessing (Syców, 1809 – Krasnojarsk, 1862) è stato un botanico tedesco.
Fratello del pittore Karl Friedrich Lessing (1808-1880) e pronipote del poeta Gotthold Ephraim Lessing (1729-1781), Christian Friedrich Lessing è stato una autorità botanica nel campo delle Asteraceae. 
Il genere Lessingia della famiglia delle Asteraceae è un omaggio al suo nome.

## Alcune opere
- Reise durch Norwegen nach den Loffoden durch Lappland und Schweden, 1831
- Synopsis generum Compositarum, earumque dispositionis novae tentamen, monographiis multarum Capensium interjectis, 1832

| Less. è l'abbreviazione standard utilizzata per le piante descritte da Christian Friedrich Lessing. Consulta l'elenco delle piante assegnate a questo autore dall'IPNI. |

| Controllo di autorità | VIAF (EN) 12646333 · ISNI (EN) 0000 0000 2014 5478 · CERL cnp01090543 · LCCN (EN) no2023027907 · GND (DE) 117669954 |